# Olympique de Marseille 1936-1937
Questa voce raccoglie le informazioni riguardanti l'Olympique de Marseille nelle competizioni ufficiali della stagione 1936-1937.

## Stagione
L'Olympique Marsiglia vinse il primo titolo nazionale superando il Sochaux grazie al miglior quoziente reti. Nella coppa nazionale, dove aver escluso l'Hispano per 8-0, il club si fece eliminare dal Fives, perdendo per 2-0 la ripetizione dell'incontro, conclusosi per 1-1.

## Maglie e sponsor
Il colletto bianco venne sostituito da un girocollo azzurro..
| Manica sinistra · Maglietta · Maglietta · Manica destra · Pantaloncini · Calzettoni |

## Rosa
| N. |                     | Ruolo | Calciatore            |
| -- | ------------------- | ----- | --------------------- |
|    | Francia (bandiera)  | P     | Stephano Bistolfi     |
|    | Francia (bandiera)  | P     | Albert Tricon         |
|    | Brasile (bandiera)  | P     | Vasconcellos          |
|    | Francia (bandiera)  | D     | Abdelkader Ben Bouali |
|    | Francia (bandiera)  | D     | Henry Conchy          |
|    | Francia (bandiera)  | D     | Joseph Gonzales       |
|    | Francia (bandiera)  | D     | Paul El Hadidji       |
|    | Ungheria (bandiera) | D     | István Meister        |
|    | Francia (bandiera)  | C     | Emmanuel Aznar        |
|    | Francia (bandiera)  | C     | Jean Bastien          |
|    | Svizzera (bandiera) | C     | Ferdinand Bruhin      |
|    | Francia (bandiera)  | C     | Pierre Granier        |

| N. |                     | Ruolo | Calciatore         |
| -- | ------------------- | ----- | ------------------ |
|    | Polonia (bandiera)  | C     | Franz Olejniczak   |
|    | Ungheria (bandiera) | C     | Karoly Sas         |
|    | Francia (bandiera)  | C     | Émile Zermani      |
|    | Francia (bandiera)  | A     | Georges Dard       |
|    | Francia (bandiera)  | A     | Raymond Durand     |
|    | Ungheria (bandiera) | A     | József Eisenhoffer |
|    | Ungheria (bandiera) | A     | Vilmos Kohut       |
|    | Francia (bandiera)  | A     | Ignace Kowalczyk   |
|    | Francia (bandiera)  | A     | Marcel Miquel      |
|    | Francia (bandiera)  | A     | René Rebibo        |
|    | Francia (bandiera)  | A     | Édouard Wawrzeniak |
|    | Francia (bandiera)  | A     | Mario Zatelli      |